# 水字泡
水字泡是一个位于中国吉林省乾安县的湖泊，面积约为2.5平方千米，平均水深约为0.5米。